# Samojeedse volkeren

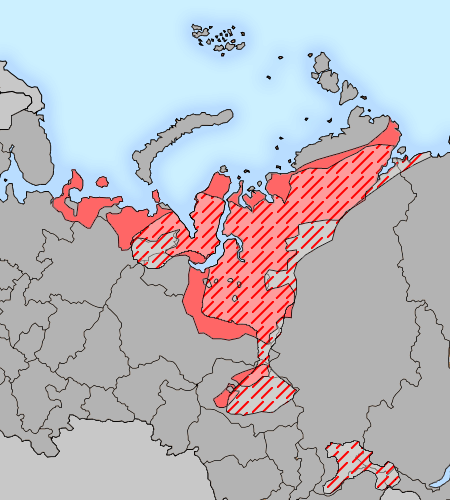
Verspreidingsgebied van de Samojeedse talen in de 17e eeuw (bij benadering, gearceerd) en aan het einde van de 20e eeuw (rood)

De Samojeedse volkeren (ook: Samodiërs) zijn die volkeren die tegenwoordig of in het verleden Samojeedse talen spreken of spraken. Samen met de taalkundig verwante Fins-Oegrische volkeren spreekt men van Oeraalse volkeren.

## Volkeren
Tot de Samojeedse volkeren behoren:
- Noord-Samojeedse volkeren:
  - Nenetsen (Joeraken, Joerak-Samojeden)
  - Enetsen (Jenisej-Samojeden)
  - Nganasanen (Tavgi-Samojeden)
- Zuid-Samojeedse volkeren:
  - Selkoepen (Ostjaak-Samojeden)
  - Sajan-Samojeden:
    - Kamasinen, nu als volk uitgestorven
    - Motor, uitgestorven
    - Sojoten, hebben eigen taal verloren en spreken nu meest Boerjatisch.

Van de Zuid-Samojeden leven nog zo'n 4000 Selkoepen aan de middenloop van  Ob en Jenisej. Nog verder naar het zuiden, in de taigazone op de noordelijke hellingen van de Sajan, leefden de Sajan-Samojeden. Hiervan zijn slechts de Sojoten als etnische groep overgebleven, al hebben zij hun eigen taal verloren.
Van de Noord-Samojeden leven de Nenetsen op het schiereiland Jamal en het uiterste noordoosten van Europees Rusland. Tot de Nganasanen telt men nog slechts ongeveer duizend mensen, levend op het schiereiland Tajmyr tussen de benedenloop van de Jenisej en de Golf van Chatanga.

## Naam
Het endoniem Saamod of Saamid (vergelijk ook Saami en Suomi) werd door Russische volksetymologie tot Samojed, wat zoveel als "zelf-eter" betekent. Mogelijk hierdoor worden de Samojeden in een reisverslag uit 1670 als kannibalen beschreven. Vanwege deze negatieve associaties is het gebruik van de naam enigszins omstreden, en gebruikt men soms de naam Hasava.

## Levenswijze

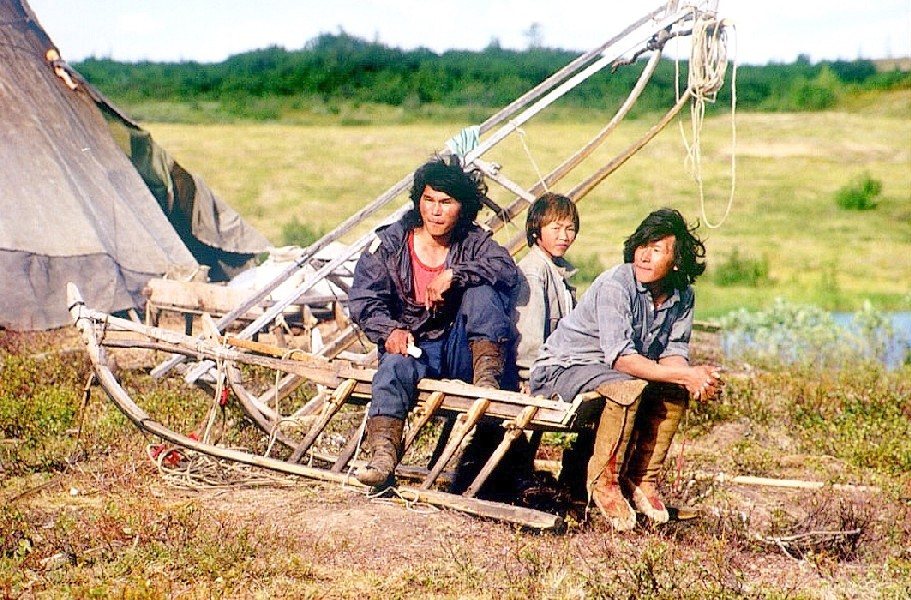
Nenetsen in de toendra van het schiereiland Tajmyr

De Samojeedse volkeren waren oorspronkelijk nomaden die van rendierhouderij, visvangst en jacht leefden. Tegenwoordig zijn ze echter voor het grootste deel sedentair. Hoewel ze deels al vanaf de 16e eeuw door de Russisch-orthodoxe Kerk en de oudgelovigen gekerstend werden, hebben zich sjamanistische gebruiken en voorstellingen tot het heden kunnen behouden.

## Geschiedenis
Al vanaf dat Europese reizigers in het midden van de achttiende eeuw de twee vestigingskernen der Samojeedse volkeren open legden, in het noorden en zuiden, gescheiden door een brede strook land bewoond door de Ob-Oegrische Chanten en Mansen, kwamen Russische wetenschappers met twee hypotheses over welke van deze centra de oorspronkelijke locatie van de etnogenese der Samojeedse volkeren was.
Tot nu toe domineert hierbij de zogenaamde zuidelijke hypothese, volgens welke de oude pastorale Samojeden zich in Zuid-Siberië vormden (Karakolcultuur en Koelajkacultuur). In het bijzonder de filoloog en etnoloog Matthias Castrén nam aan dat gedurende het 2e-1e millennium v.Chr. de Samojeedse stammen door Turkse volkeren uit hun oorspronkelijke woonplaats in de hooglanden van de Sajan naar het noorden verdrongen werden. Daar legden ze de basis voor volken zoals de Nenetsen, Enetsen, Nganasanen en Selkoepen. Slechts enige restvolkeren, de Sajan-Samojeden bleven in het zuiden. Deze werden vervolgens geleidelijk geassimileerd door de grotere volkeren van Zuid-Siberië, zoals de Siberische Tataren, Toevanen, Chakassen en Sjoren.
Echter ook de noordelijke hypothese, die het zuidelijke woongebied als secundair aan het noorden beschouwt, heeft tot op heden zijn supporters.